# زبان‌گاوی چهارخطه
زبان‌گاوی چهارخطه (نام علمی: Cynoglossus bilineatus) نام یک گونه از سرده کفشک زبان‌گاوی است.